# Work from Home
Work from Home è un singolo del gruppo musicale statunitense Fifth Harmony, pubblicato il 26 febbraio 2016 come primo estratto dal secondo album in studio 7/27.

## Pubblicazione e descrizione
Le Fifth Harmony hanno annunciato il titolo del brano il 24 febbraio 2016. Inizialmente è stato intitolato Work, ma in seguito il titolo è stato cambiato in Work from Home per evitare confusione con Work di Rihanna. Il brano, che vede la partecipazione del cantante statunitense Ty Dolla Sign, presenta nella base un campionamento del brano Gotta Get Thru This di Daniel Bedingfield del 2001.

## Accoglienza
Matt Collar di AllMusic ha descritto Work from Home come una delle «tracce più gioiose» di 7/27. Maeve McDemortt dell'USA Today ha concordato, citando il brano come «un punto forte» e lodandone la produzione. Scrivendo per il Boston Globe, Maura Johnston lo ha definito «un piacere del pomeriggio», proprio come Brittany Spanks di Rolling Stone.
Scrivendo per l'Entertainment Weekly, Isabella Biedenhan ha scritto che «il ritmo provocante e le parole gioiose e sexy sul convincere il proprio partner a saltare la sala delle assemblee per la camera da letto» erano rilevanti nel brano.
Nel 2017 lo staff di Billboard ha elencato Work from Home al quattordicesimo posto nella propria lista dei brani eccellenti di gruppi femminili di tutti i tempi.

## Video musicale
Il video, diretto da Director X, è stato reso disponibile il 26 febbraio 2016 in concomitanza con l'uscita del singolo. A differenza della canzone originale, il video ne ribalta in modo sarcastico le tematiche, e invece di mostrare uomini che rinunciano al proprio dovere per accontentare le loro partner mostra proprio queste ultime, interpretate dalle cantanti stesse, lavorare al loro fianco in versione seducente.

## Tracce
Testi e musiche di Joshua Coleman, Jude Demorest, Tyrone Griffin Jr., Alexander Izquierdo, Dallas Koehlke e Brian Lee.
1. Work from Home (feat. Ty Dolla Sign) – 3:34

## Formazione
Hanno partecipato alle registrazioni, secondo le note di copertina di 7/27:
Musicisti
- Fifth Harmony – voci
- Ty Dolla Sign – voce aggiuntiva
- Ammo – strumentazione, programmazione
- DallasK – strumentazione, programmazione

Produzione
- Ammo – produzione
- DallasK – produzione
- Victoria Monét – produzione vocale
- Gabriela Endacott – coordinazione produzione
- Andrew Bolooki – registrazione, editing vocale
- Dexter Randall – assistenza alla registrazione, assistenza all'editing vocale
- Phil Tan – missaggio
- Daniela Rivera – assistenza al missaggio
- Dave Kutch – mastering

## Successo commerciale
Work from Home ha debuttato alla 12ª posizione della classifica statunitense nella pubblicazione del 7 marzo 2016, grazie a 88 000 copie digitali, 10 milioni di riproduzioni in streaming e 20 milioni di ascoltatori radiofonici, regalando al gruppo l'entrata più alta nella prima settimana ed eguagliando Worth It come la posizione più alta raggiunta dal gruppo in tale classifica. Nella sua quarta settimana, il brano è entrato nella top ten dopo essere salito di 2 posizioni, rendendo le Fifth Harmony il primo gruppo femminile in quasi dieci anni ad entrarci dalle Pussycat Dolls con il brano When I Grow Up che raggiunse l'8ª posizione nel 2008.
In seguito all'esibizione del gruppo ai Billboard Music Awards e nonostante un calo del 2% di riproduzioni in streaming, il brano è salito al 4º posto, dopo aver accumulato 73 000 copie digitali, registrando così un rialzo del 26% dalla settimana precedente, e garantito la prima top five del gruppo nella Radio Songs, grazie a un'audience radiofonica di 105 milioni di ascoltatori.
Nel Regno Unito, invece, ha debuttato al 23º posto nella Official Singles Chart nella sua prima settimana di pubblicazione. La canzone ha raggiunto, successivamente, la 2ª posizione, rimanendo bloccata alla vetta da I Took a Pill in Ibiza di Mike Posner. In Australia, dopo aver debuttato alla 39ª posizione, il brano è salito al 3º posto nella sua quarta settimana, diventando il piazzamento delle Fifth Harmony più alto mai raggiunto.

## Classifiche

### Classifiche settimanali
| Classifica (2016) | Posizione massima |
| ----------------- | ----------------- |
| Australia         | 3                 |
| Austria           | 9                 |
| Belgio (Fiandre)  | 4                 |
| Belgio (Vallonia) | 6                 |
| Canada            | 4                 |
| Croazia           | 6                 |
| Danimarca         | 9                 |
| Finlandia         | 11                |
| Francia           | 17                |
| Germania          | 7                 |
| Irlanda           | 3                 |
| Italia            | 18                |
| Libano            | 5                 |
| Lussemburgo       | 7                 |
| Messico           | 15                |
| Norvegia          | 6                 |
| Nuova Zelanda     | 1                 |
| Paesi Bassi       | 1                 |
| Polonia           | 3                 |
| Portogallo        | 9                 |
| Regno Unito       | 2                 |
| Repubblica Ceca   | 7                 |
| Romania           | 42                |
| Russia            | 47                |
| Slovacchia        | 6                 |
| Spagna            | 18                |
| Stati Uniti       | 4                 |
| Svezia            | 8                 |
| Svizzera          | 7                 |
| Ucraina           | 121               |
| Ungheria          | 9                 |

### Classifiche di fine anno
| Classifica (2016) | Posizione |
| ----------------- | --------- |
| Australia         | 15        |
| Austria           | 38        |
| Belgio (Fiandre)  | 22        |
| Belgio (Vallonia) | 18        |
| Brasile           | 8         |
| Canada            | 12        |
| Croazia           | 33        |
| Danimarca         | 34        |
| Francia           | 32        |
| Germania          | 30        |
| Italia            | 39        |
| Nuova Zelanda     | 16        |
| Paesi Bassi       | 17        |
| Polonia           | 34        |
| Regno Unito       | 15        |
| Russia            | 158       |
| Spagna            | 48        |
| Stati Uniti       | 16        |
| Svezia            | 32        |
| Svizzera          | 21        |
| Ungheria          | 24        |
| Classifica (2017) | Posizione |
| Brasile           | 178       |

## Riconoscimenti
- American Music Awards[73]
  - 2016 – Collaborazione dell'anno

- iHeartRadio Music Awards[74]
  - 2017 – Miglior video musicale

- Japan Gold Disc Awards[75]
  - 2017 – Canzone internazionale dell'anno

- MTV Video Music Awards[76]
  - 2016 – Miglior collaborazione

- MTV Video Music Awards Japan[77]
  - 2016 – Miglior video di un gruppo internazionale

- MuchMusic Video Awards[78]
  - 2016 – Artista o gruppo più buzzworthy

- Nickelodeon Kids' Choice Awards[79]
  - 2017 – Miglior canzone

- Teen Choice Awards[80]
  - 2016 – Canzone dell'estate